# Persone di cognome Galli
| Questa pagina contiene informazioni ricavate automaticamente dalle voci biografiche con l'ausilio del template Bio e di un bot. L'aggiornamento è periodico e automatico e ricostruisce completamente la pagina. Se manca una persona in questa lista, sei pregato di non aggiungerla, ma accertati piuttosto che la sua voce biografica contenga il template Bio e che i dati anagrafici siano correttamente compilati. Se il template Bio manca, inseriscilo tu stesso o, in alternativa, metti l'avviso {{tmp\|Bio}} che ne segnala la mancanza. Se i dati riportati sono sbagliati, correggi direttamente la voce biografica; le modifiche saranno visibili in questa lista entro pochi giorni. Per chiarimenti vedi il progetto antroponimi. La lista contiene solo le 104 persone che sono citate nell'enciclopedia e per le quali è stato implementato correttamente il template Bio. Pagina aggiornata al 23 lug 2025. |

Questa è una lista di persone presenti nell'enciclopedia che hanno il cognome Galli, suddivise per attività principale.

## Allenatori di calcio(3)
- Astro Galli, allenatore di calcio e calciatore italiano (Modena, n. 1913 - Modena, † 1996)
- Filippo Galli, allenatore di calcio, dirigente sportivo e ex calciatore italiano (Monza, n. 1963)
- Remo Galli, allenatore di calcio e calciatore italiano (Bagni di Montecatini, n. 1912 - Pescia, † 1993)

## Allenatori di pallacanestro(1)
- Massimo Galli, allenatore di pallacanestro italiano (Varese, n. 1960)

## Allenatori di sci alpino(1)
- Lorenzo Galli, allenatore di sci alpino e ex sciatore alpino italiano (n. 1975)

## Antiquari(1)
- Luigi Galli, antiquario italiano (Carate Brianza, n. 1902 - Carate Brianza, † 1986)

## Architetti(2)
- Costantino Galli, architetto italiano
- Ferdinando Galli da Bibbiena, architetto e scenografo italiano (Bologna, n. 1657 - † 1743)

## Artigiani(1)
- Antonio Galli, artigiano e orologiaio italiano (San Marcello, n. 1822 - Montecarotto, † 1893)

## Artiste(1)
- Federica Galli, artista italiana (Soresina, n. 1932 - Milano, † 2009)

## Atlete paralimpiche(1)
- Jessica Galli, atleta paralimpica statunitense (Freehold, n. 1983)

## Atleti paralimpici(1)
- Giancarlo Galli, atleta paralimpico italiano (Rovato, n. 1963)

## Attori(2)
- Augusto Galli, attore e orafo italiano (Bologna, n. 1861 - Bologna, † 1949)
- Marco Galli, attore italiano (Roma, n. 1965)

## Attrici(3)
- Dina Galli, attrice italiana (Milano, n. 1877 - Roma, † 1951)
- Ida Galli, attrice italiana (Sestola, n. 1939)
- Rossana Galli, attrice e modella italiana (Roma, n. 1937)

## Bassi(1)
- Filippo Galli, basso italiano (Roma, n. 1783 - Parigi, † 1853)

## Biologi(1)
- Roberto Galli, biologo, micologo e giornalista italiano (Milano, n. 1954)

## Calciatori(8)
- Angelo Galli, calciatore italiano (Novara, n. 1912 - Novara, † 2000)
- Aurelio Galli, ex calciatore italiano (Milano, n. 1947)
- Domenico Galli, calciatore italiano (Saronno, n. 1885)
- Ernesto Galli, calciatore e allenatore di calcio italiano (Venezia, n. 1945 - Vicenza, † 2020)
- Carlo Galli, calciatore e dirigente sportivo italiano (Montecatini Terme, n. 1931 - Roma, † 2022)
- Niccolò Galli, calciatore italiano (Firenze, n. 1983 - Bologna, † 2001)
- Pier Luigi Galli, calciatore italiano (Montecatini Terme, n. 1942 - Pisa, † 2018)
- Pietro Galli, calciatore italiano

## Calciatrici(1)
- Aurora Galli, calciatrice italiana (Milano, n. 1996)

## Cantanti(1)
- Dhany, cantante italiana (Reggio Emilia, n. 1972)

## Cardinali(2)
- Antonio Andrea Galli, cardinale italiano (Bologna, n. 1697 - Roma, † 1767)
- Aurelio Galli, cardinale italiano (Frascati, n. 1866 - Roma, † 1929)

## Chirurghi(1)
- Giovanni Antonio Galli, chirurgo italiano (Bologna, n. 1708 - Bologna, † 1782)

## Cicliste su strada(1)
- Francesca Galli, ex ciclista su strada italiana (Desio, n. 1960)

## Danzatrici(1)
- Rosina Galli, ballerina italiana (Napoli, n. 1892 - Milano, † 1940)

## Diplomatici(1)
- Carlo Galli, diplomatico italiano (Firenze, n. 1878 - Venezia, † 1966)

## Direttori del doppiaggio(1)
- Augusto Galli, direttore del doppiaggio, dialoghista e attore italiano (Mantova, n. 1903 - Roma, † 1981)

## Dirigenti d'azienda(1)
- Francesco Giosuè Galli, dirigente d'azienda italiano (Milano, n. 1969)

## Dirigenti sportivi(1)
- Giovanni Galli, dirigente sportivo, ex calciatore e politico italiano (Pisa, n. 1958)

## Disc jockey(1)
- Marco Galli, disc jockey e conduttore radiofonico italiano (Ancona, n. 1959)

## Doppiatrici(1)
- Rosalinda Galli, doppiatrice e direttrice del doppiaggio italiana (Roma, n. 1949)

## Economisti(1)
- Giampaolo Galli, economista italiano (Milano, n. 1951)

## Filosofi(2)
- Celestino Galli, filosofo e scrittore italiano (Carrù, n. 1803 - Carrù, † 1868)
- Gallo Galli, filosofo italiano (Montecarotto, n. 1889 - Fossombrone, † 1974)

## Fisiche(1)
- Giulia Galli, fisica e chimica italiana

## Flautisti(1)
- Raffaele Galli, flautista e compositore italiano (Firenze, n. 1824 - Firenze, † 1889)

## Fumettisti(1)
- Marco Galli, fumettista e pittore italiano (Montichiari, n. 1971)

## Giocatori di football americano(1)
- Vittorio Galli, ex giocatore di football americano italiano (Monza, n. 1956)

## Giornalisti(1)
- Giancarlo Galli, giornalista, scrittore e economista italiano (Gallarate, n. 1933 - Milano, † 2018)

## Ingegneri(1)
- Adriano Galli, ingegnere italiano (Napoli, n. 1904 - Napoli, † 1956)

## Mafiosi(1)
- Luigi Galli, mafioso italiano (Messina, n. 1956)

## Magistrati(2)
- Bindo Galli, magistrato e politico italiano (Mantova, n. 1871 - Ostiglia, † 1952)
- Guido Galli, magistrato italiano (Bergamo, n. 1932 - Milano, † 1980)

## Matematici(1)
- Marco Galli, matematico italiano (Bologna, n. 1645 - † 1700)

## Medaglisti(1)
- Ettore Galli, medaglista italiano (Varano de' Melegari, n. 1808 - Vienna, † 1841)

## Medici(1)
- Massimo Galli, medico italiano (Milano, n. 1951)

## Mezzosoprani(1)
- Caterina Galli, mezzosoprano italiano (Cremona, n. 1723 - Chelsea, † 1804)

## Micologi(1)
- Mario Galli, micologo italiano (Barlassina, n. 1931 - Barlassina, † 1981)

## Militari(1)
- Mario Galli, militare e aviatore italiano (Sesto San Giovanni, n. 1906 - Lechemti, † 1936)

## Musicologi(1)
- Amintore Galli, musicologo, giornalista e compositore italiano (Talamello, n. 1845 - Rimini, † 1919)

## Nuotatrici(1)
- Gemma Galli, nuotatrice artistica italiana (Melzo, n. 1996)

## Pallanuotisti(1)
- Marco Galli, pallanuotista italiano (Civitavecchia, n. 1957 - † 1988)

## Pallavolisti(1)
- Claudio Galli, ex pallavolista italiano (Milano, n. 1965)

## Patrioti(1)
- Roberto Galli, patriota, politico e editore italiano (Chioggia, n. 1840 - Bergamo, † 1931)

## Piloti automobilistici(1)
- Nanni Galli, pilota automobilistico e imprenditore italiano (Bologna, n. 1940 - Prato, † 2019)

## Piloti di rally(1)
- Gianluigi Galli, pilota di rally italiano (Livigno, n. 1973)

## Pistard(1)
- Niccolò Galli, pistard e ciclista su strada italiano (Cento, n. 2002)

## Pittori(5)
- Francesco Napoletano, pittore italiano (Napoli - Venezia, † 1501)
- Aldo Galli, pittore e decoratore italiano (Como, n. 1906 - Lugano, † 1981)
- Arnaldo Galli, pittore e disegnatore italiano (Viareggio, n. 1926 - Viareggio, † 2019)
- Giovanni Antonio Galli, pittore italiano (Roma, n. 1585 - Roma, † 1652)
- Riccardo Galli, pittore, illustratore e incisore italiano (Milano, n. 1869 - Barzio, † 1944)

## Pittrici(1)
- Emma Galli, pittrice italiana (Trieste, n. 1893 - Gorizia, † 1982)

## Poetesse(1)
- Lina Galli, poetessa e scrittrice italiana (Parenzo, n. 1899 - Trieste, † 1993)

## Poeti(3)
- Antonio Galli, poeta italiano (Urbino, n. 1510 - Urbino, † 1561)
- Dario Galli, poeta italiano (Nicastro, n. 1914 - Catanzaro, † 1977)
- Walter Galli, poeta e pittore italiano (Cesena, n. 1921 - † 2002)

## Politiche(1)
- Maria Luisa Galli, politica italiana (Inverigo, n. 1930 - Orta San Giulio, † 2019)

## Politici(8)
- Carlo Galli, politico e filosofo italiano (Modena, n. 1950)
- Daniele Galli, politico italiano (Premosello-Chiovenda, n. 1954)
- Dario Galli, politico italiano (Tradate, n. 1957)
- Domenico Galli, politico italiano (Nizza, † 1856)
- Giancarlo Galli, politico italiano (Tradate, n. 1944)
- Luigi Michele Galli, politico italiano (Gallarate, n. 1924 - Gallarate, † 2001)
- Michele Galli, politico italiano (Cesena, n. 1900 - † 1976)
- Olindo Galli, politico, calciatore e allenatore di calcio italiano (Tivoli, n. 1900 - Tivoli, † 1983)

## Politologi(1)
- Giorgio Galli, politologo e storico italiano (Milano, n. 1928 - Camogli, † 2020)

## Presbiteri(3)
- Carlos María Galli, presbitero e teologo argentino (Buenos Aires, n. 1957)
- Ignazio Galli, presbitero, meteorologo e sismologo italiano (Velletri, n. 1841 - Roma, † 1920)
- Norberto Galli, presbitero e pedagogista italiano (Marano sul Panaro, n. 1926 - Modena, † 2018)

## Pugili(2)
- Renato Galli, pugile italiano (Milano, n. 1937 - Novate Milanese, † 2017)
- Tommaso Galli, pugile italiano (Roma, n. 1941 - Roma, † 2024)

## Religiosi(1)
- Filippo Galli, religioso e poeta italiano (Monticiano - Monte San Savino, † 1503)

## Scenografi(1)
- Giuseppe Galli da Bibbiena, scenografo e architetto italiano (Parma, n. 1696 - † 1757)

## Sciatori alpini(1)
- Simone Galli, ex sciatore alpino italiano (n. 1963)

## Sciatrici freestyle(1)
- Jole Galli, sciatrice freestyle e ex sciatrice alpina italiana (Samedan, n. 1995)

## Scrittrici(1)
- Adele Galli, scrittrice e poetessa italiana (Torino, n. 1870 - Torino, † 1909)

## Scultori(2)
- Angelo Galli, scultore e pittore italiano (Viggiù, n. 1870 - Milano, † 1933)
- Fortunato Galli, scultore italiano (Livorno, n. 1850 - Firenze, † 1918)

## Sindacalisti(1)
- Pio Galli, sindacalista italiano (Annone di Brianza, n. 1926 - Lecco, † 2011)

## Soprani(1)
- Gianna Galli, soprano italiano (Modena, n. 1935 - Monte Carlo, † 2010)

## Vescovi cattolici(2)
- Francesco Antonio Gallo, vescovo cattolico e nobile italiano (Laterza, n. 1611 - Bitonto, † 1685)
- Maurizio Galli, vescovo cattolico italiano (Soresina, n. 1936 - Cremona, † 2008)

## Senza attività specificata(2)
- Rudy Galli, ex snowboarder italiano (Tirano, n. 1983)
- Simone Galli, ex sciatore freestyle italiano (Tirano, n. 1978)